# 9560 Anguita
9560 Anguita (1987 EQ) là một tiểu hành tinh vành đai chính được phát hiện ngày 3 tháng 3 năm 1987 bởi E. Bowell ở trạm Anderson Mesa thuộc Đài thiên văn Lowell.